# Saint-Aigny
Saint-Aigny is een gemeente in het Franse departement Indre (regio Centre-Val de Loire) en telt 281 inwoners (2004). De plaats maakt deel uit van het arrondissement Le Blanc.

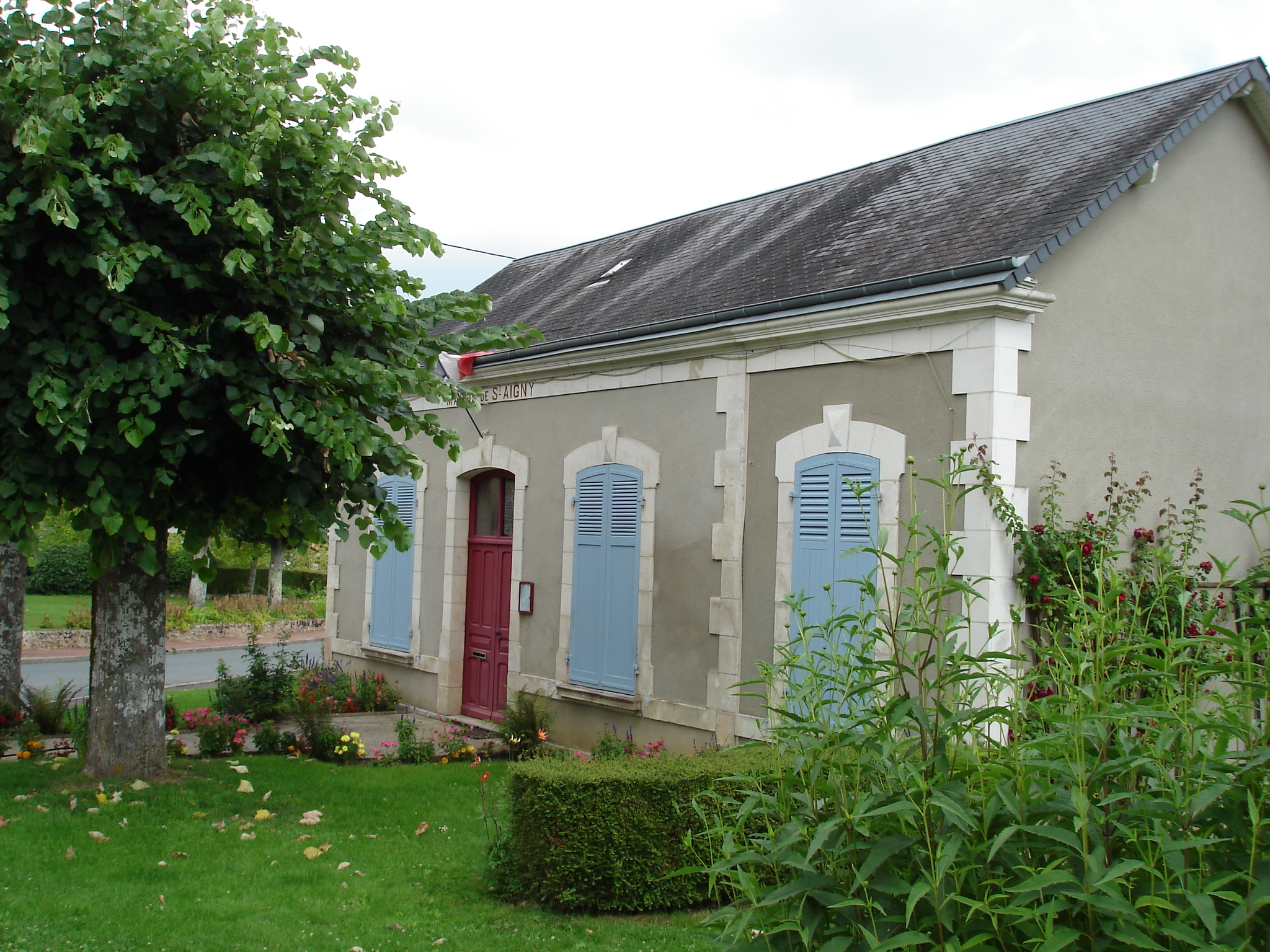
Gemeentehuis
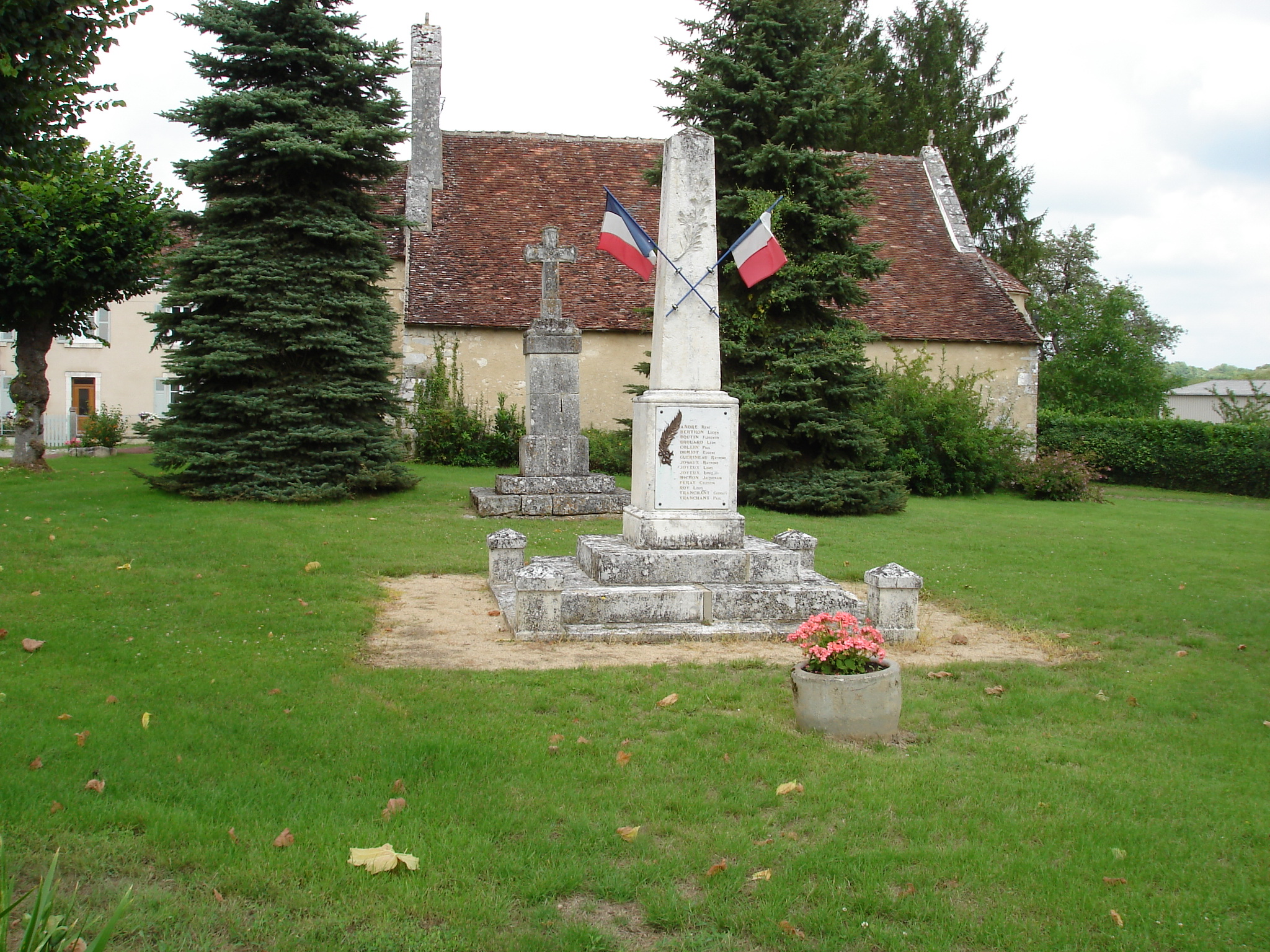
Oorlogsmonument
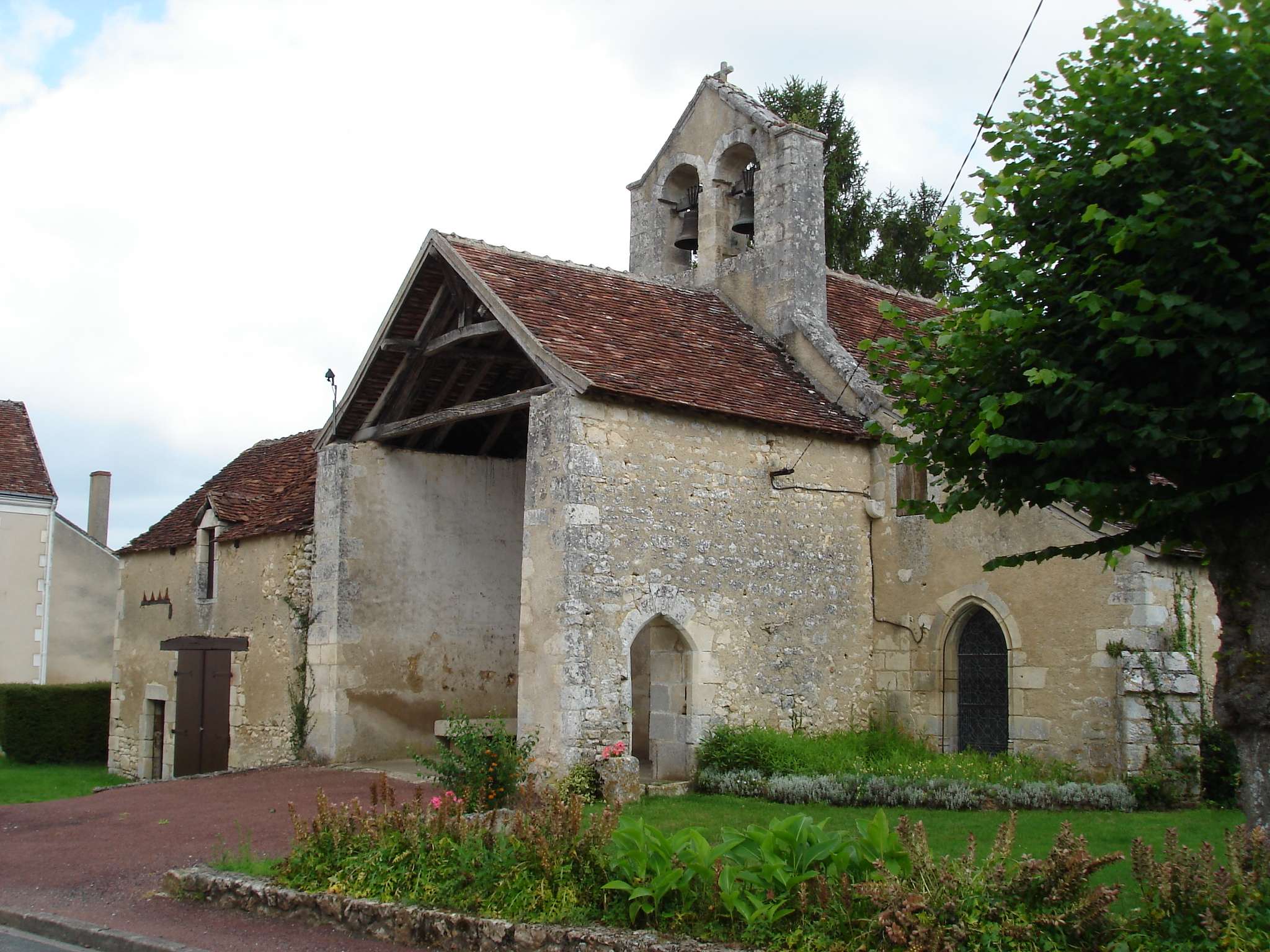
Kerk van Saint-Aigny
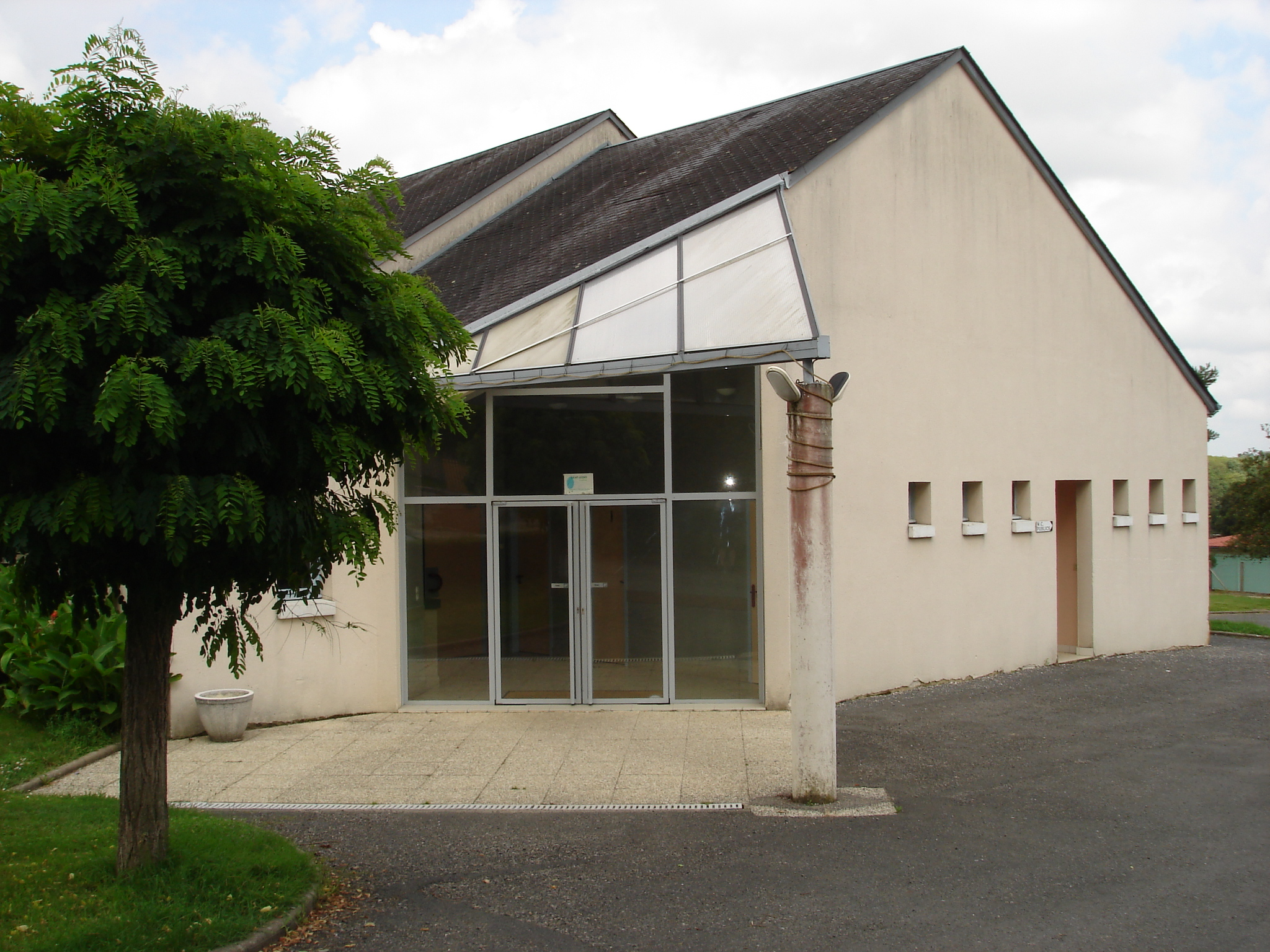
Feestzaal van Saint-Aigny

## Geografie
De oppervlakte van Saint-Aigny bedraagt 15,3 km², de bevolkingsdichtheid is 18,4 inwoners per km².
De onderstaande kaart toont de ligging van Saint-Aigny met de belangrijkste infrastructuur en aangrenzende gemeenten.

## Demografie
Onderstaande figuur toont het verloop van het inwonertal (bron: INSEE-tellingen).